# Міжнародний державний екологічний університет ім. А. Д. Сахарова
Міжнародний державний екологічний університет імені А.Д. Сахарова  (англ. International Sakharov Environmental University, ISEU) - державний університет, що знаходиться в м. Мінську, Білорусь

## Історія
Створений у січні 1992 року в зв'язку з необхідністю підготовки фахівців-радіоекологів для боротьби з наслідками аварії на Чорнобильській АЕС. Перші два навчальних роки університет здійснював підготовку студентів, які закінчили два курси інших вишів, з 1994/1995 навчального року перейшов до повноцінної підготовки фахівців. За період існування неодноразово змінювалась назва:
- Міжнародний вищий коледж з радіоекології імені А. Д. Сахарова (1992-1995 роки);
- Міжнародний інститут з радіоекології ім. А. Д. Сахарова (1995-1999 роки);
- Міжнародний екологічний університет ім. А. Д. Сахарова (1999-2001 роки);
- Установа освіти «Міжнародний державний екологічний університет імені А. Д. Сахарова» (з 2001 року).

25 листопада 2005 р. главами урядів країн СНД підписано рішення про надання Установі освіти «Міжнародний державний екологічний університет імені А. Д. Сахарова» статусу базової організації держав-учасниць Співдружності Незалежних Держав з екологічної освіти.
Опіку над університетом здійснює Міжнародний піклувальна комітет, що складається з провідних вчених різних країн (Німеччини, США та ін.), здійснює фінансову та науково-методичну допомогу університету.

## Структура
В університеті діють 5 факультетів:
- Моніторингу навколишнього середовища
- Екологічної медицини
- Заочного навчання
- Підвищення кваліфікації та перепідготовки кадрів
- Довузівської підготовки

Діють 15 кафедр, аспірантура, НДІ екологічних проблем.